# 박삼석
박삼석(朴三碩, 1950년 2월 12일 ~ , 경상남도 창녕군)은 대한민국의 정치인이다. 제42대 부산 동구청장이다.

## 학력
- 1964년 창녕동포국민학교 졸업
- 1995년 중학교 검정고시
- 1996년 고등학교 검정고시
- 2001년 동의대학교 정치외교학 학사
- 2003년 동의대학교 대학원 행정학 석사
- 2008년 동의대학교 대학원 행정학 박사

## 경력
- 1991.04 ~ 1998.06 부산광역시 동구의회 1,2대 의원(2대 전반기,후반기 의장)
- 1998.07 ~ 2010.06 부산광역시의회 3,4,5대 의원(운영위원장, 부의장)
- 2006.07 ~ 2008.06 부산광역시 체육회 부회장
- 2009.02 ~ 2010.03 새마을운동 동구 지회장
- 2010.06 ~ 2011.09 새마을문고 부산광역시지부 회장
- 2012.05 ~ 2014.03 부산교통공사 상임감사
- 새누리당
- 2014.07 ~ 2018.06 제42대 부산 동구청장(새누리당)
- 자유한국당
- 2019.08 ~ 2020.02 자유한국당 부산시당 중앙위원회 부산연합회장
- 2020.02 ~ 2020.09 미래통합당 중앙위원회 부산연합회 회장
- 국민의힘 4.7 재보궐선거 부산시장 이진복 예비후보 캠프 선대위원장
- 국민의힘 4.7 재보궐선거 부산시장 박형준 예비후보 캠프 직능총괄본부장 겸 선대위 부위원장

## 전과
- 도시계획법위반: 벌금 200만원 - 1997년 10월 13일 선고[1]

## 논란
- 2016년 12월 28일 위안부 소녀상 철거지시
- 2016년 12월 30일 야적장에 던져둔 소녀상 국민 항의로 반환.

## 역대 선거 결과
|  | 42.0% |

|  | 51.66% |

|  | 55.42% |

|  | 0% |

|  | 63.52% |

|  | 44.99% |

|  | 42.35% |

|  | 47.42% |